# August von Ramberg
August Ludwig Georg Viktor Freiherr von Ramberg (* 19. Dezember 1866 in Wessely an der March; † 1. April 1947 in Gmunden) war ein österreichischer Marine-, Stillleben- und Landschaftsmaler sowie Offizier der Österreichischen Kriegsmarine.

## Leben

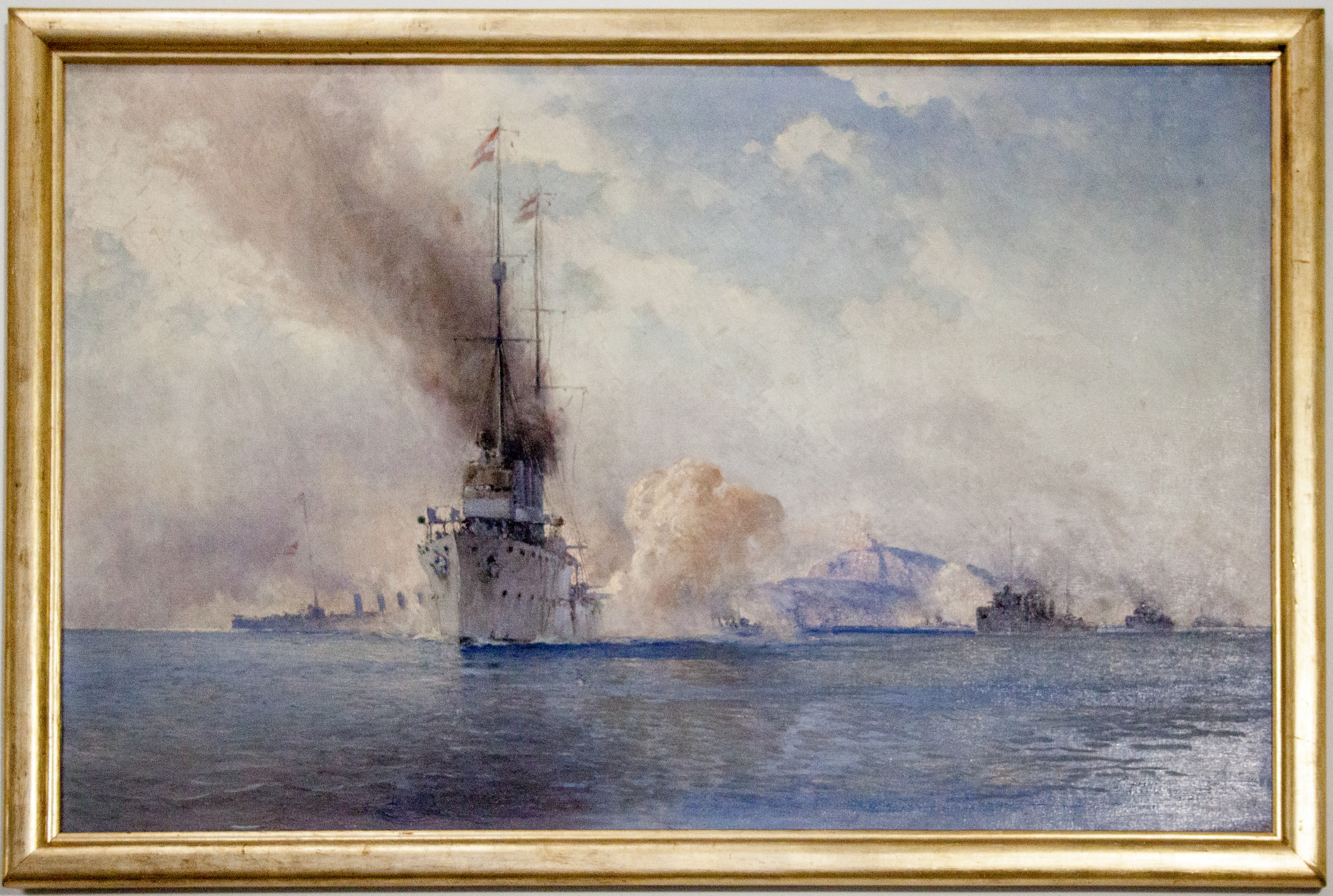
Die Beschießung der Insel Pelagosa, am 23. Mai 1915

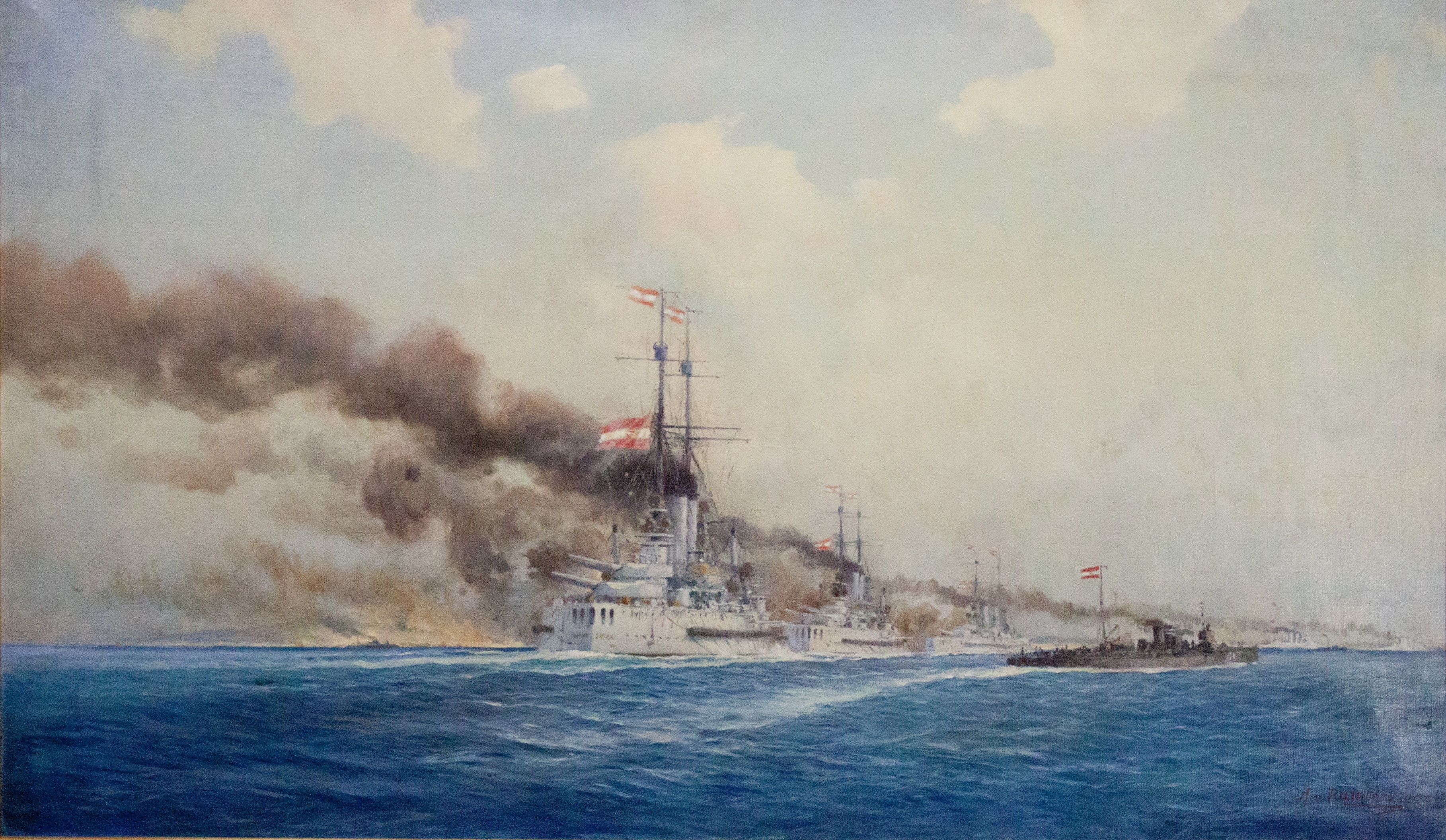
Die Beschießung von Ancona am 24. Mai 1915

August von Ramberg war ein Sohn des k.u.k. Generals der Kavallerie Viktor von Ramberg (1828–1906) und dessen Ehefrau Ottilie, geborene Gräfin von Breda (* 1845). Der k.u.k. General der Kavallerie Hermann von Ramberg (1820–1899) und der Maler Arthur von Ramberg (1819–1875) waren seine Onkel.
August interessierte sich von Jugend auf für die Zeichnung und den Scherenschnitt. Er absolvierte die k.u.k. Marineakademie in Fiume und musterte im Jahre 1885 als Seekadett aus. In den Jahren 1885 und 1886 befuhr er an Bord der Korvette „Donau“ Latein- und Nordamerika. 1890 absolvierte Ramberg den Torpedo- und Seeminenkurs. Über kürzere Zeitspannen war er als Kommandant von Torpedobooten und als Navigationsoffizier auf größeren Schiffen eingesetzt. 1892/93 begleitete er an Bord des Kreuzers Kaiserin Elisabeth die Weltreise des Thronfolgers Erzherzog Franz Ferdinand. An Land war er im Marinetechnischen Komitee in Pola beschäftigt.
Das Jahr 1904 wurde zur Zäsur im Leben Rambergs, denn ab diesem Zeitpunkt wurde er krankheitshalber beurlaubt und widmete sich nur noch der Marinemalerei, welche er sich autodidaktisch anlernte. Ab 1908 lebte er auf seinem Besitz in Ragusa.
Zu Beginn des Ersten Weltkrieges wurde Ramberg mit der offiziellen Bezeichnung und dienstlichen Verwendung „Marinemaler“ reaktiviert. 1918 wurde er zum Korvettenkapitän befördert und lebte nach Kriegsende in Gmunden in Oberösterreich.

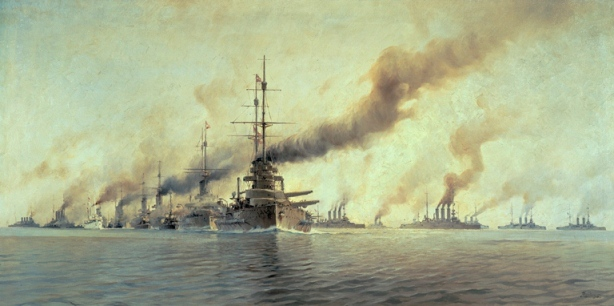
Die SMS Viribus Unitis an der Spitze des 1. k.u.k. Schlachtschiffgeschwaders.

## Werk
Rambergs Werke entstanden meist an Ort und Stelle oder unter dem Eindruck der unmittelbaren Ereignisse. Erst nach dem Ende des Ersten Weltkrieges malte er nach seinen Erinnerungen, aber auch nach Fotografien. Ramberg war in der Hauptsache Marinemaler, doch stammen auch Landschaften und Stillleben von seiner Hand. Er beherrschte nicht nur die Ölmalerei, sondern auch die Technik des Aquarells, wobei Kaiserin Elisabeth von Österreich-Ungarn davon mehrere käuflich erwarb. Der bedeutendste Auftraggeber Rambergs war sicherlich der Konteradmiral und letzte Oberbefehlshaber der k.u.k. Kriegsmarine, Miklós Horthy.
Ramberg beschickte nur selten Ausstellungen. Er wurde oftmals ausgezeichnet und geehrt, so war er 1928 auch erster Präsident der Künstlergilde Salzkammergut.

## Werke (Auszug)
- Die SMS Viribus Unitis an der Spitze des 1. k.u.k. Schlachtschiffgeschwaders in der Adria. Öl auf Leinwand, 1913, Heeresgeschichtliches Museum, Wien.[2]
- Vordere Geschütztürme der SMS Viribus Unitis. Öl auf Leinwand, 1913, Heeresgeschichtliches Museum Wien.
- Die Beschießung von Ancona am 24. Mai 1915. 1940, Öl auf Leinwand, ca. 60 × 100 cm, Heeresgeschichtliches Museum, Wien.
- Die Versenkung des französischen Panzerkreuzers Léon Gambetta am 27. April 1915 durch S. M. U. 5. 1915, Öl auf Karton, 29 × 38 cm, Heeresgeschichtliches Museum, Wien.